# Obereopsis elgonensis
Obereopsis elgonensis är en skalbaggsart som beskrevs av Stefan von Breuning 1949. Obereopsis elgonensis ingår i släktet Obereopsis och familjen långhorningar.
Artens utbredningsområde är Kenya. Inga underarter finns listade i Catalogue of Life.